# 코바야시 아키지
코바야시 아키지(일본어: 小林 昭二, 1930년 9월 6일 ~ 1996년 8월 27일)는 일본의 배우, 성우이다.
1930년 9월 6일에 도쿄도에서 태어났으며 니혼 대학 예술학부 영화학과를 중퇴했다. 극단 하이유자 양성소 제2기 출신으로서 특촬물 《울트라맨》 시리즈의 무라마츠 대장 역할, 《가면라이더》 시리즈의 타치바나 토베이 역할을 맡으면서 이름을 널리 알렸다. 사극과 현대극에서도 수많은 작품에 출연했고 이치카와 곤 감독의 영화 12편에 출연하기도 했다. 1996년 8월 27일에 가나가와현 요코하마시에서 폐암으로 사망했다.

## 영화
- 할복 (1962년 영화)
- 화려한 일족
- 불새 (만화)
- 울트라맨
- 고후쿠지
- 모두 하고 있습니까
- 가메라 2: 레기온 내습

## TV 출연
- 울트라 Q
- 울트라맨
- 가면라이더
- 나라 훔친 이야기
- 가면라이더 V3
- 가면라이더 X
- 가면라이더 아마존
- 가면라이더 스트롱거
- 서부경찰
- 후루하타 닌자부로

## 더빙
- 역마차 (영화)
- 황색 리본을 한 여자
- 쓰리 가드파더
- 수색자
- 리오 브라보 (영화)
- 진정한 용기
- 11인의 카우보이
- 람보 (영화)